# Monte Vulture
Il Vulture è un vulcano spento situato nella parte settentrionale della provincia di Potenza, in Basilicata.
La montagna, che raggiunge i 1326 mt di altitudine, sorge in posizione nord, nord-est rispetto al Monte Santa Croce (1407 mt), Monte Pierno (1268 mt), Monte Caruso (1236 mt), Monte Carmine (1228 mt) e Monte dello Squadro (1342 mt), dai quali è separata dalla Fiumara di Atella, affluente del fiume Ofanto.
Da novembre 2017 fa parte del parco naturale regionale del Vulture.

## Caratteristiche
(Cesare Malpica, 1847)
Vulcano isolato e in posizione esterna rispetto ai coevi complessi vulcanici tirrenici, orientato verso l'avampaese apulo, il Vulture è stato attivo fino al Pleistocene superiore, ossia fino a circa 130 000 anni or sono, con lunghe fasi di quiescenza. Fenomeni vulcanici secondari si sono verificati anche in epoca contemporanea, fino al 1820.
I versanti dell'edificio vulcanico sono interamente ricoperti da una fitta e rigogliosa vegetazione favorita dalla naturale fertilità dei terreni che si sviluppano da rocce vulcaniche. Immersi in uno scenario verdeggiante, a un'altitudine di circa 660 m s.l.m., si distendono i due laghi di Monticchio, tipici laghi vulcanici occupanti il principale cratere dell'edificio vulcanico esistente durante la sua fase finale di attività.
Estesi e pregiati sono i boschi di castagno, da cui si produce il Marroncino di Melfi DOP.
Nella zona del Monte Vulture si estendono oltre 1500 ettari di vitigno rosso Aglianico. L'Aglianico del Vulture è infatti annoverato tra i migliori vini rossi d'Italia. Le aziende del settore nel territorio sono circa quaranta e producono, annualmente, circa due milioni e mezzo di bottiglie.
Alle pendici sorgono numerosi stabilimenti per l'imbottigliamento dell'acqua minerale oltre a numerosi centri abitati, tra i quali: Melfi, Rapolla, Barile, Rionero in Vulture, Ripacandida, Ginestra ed Atella.